# Зелигман, Курт
Курт Зелигман (нем. и англ. Kurt Seligmann; 1900, Базель — 1962, Шугар Лоуф, Нью-Йорк) — швейцарский и американский художник-сюрреалист, график и писатель.

## Жизнь и творчество
Курт Зелигман родился в еврейской семье торговца мебелью, Густава Зелигмана, и его супруги, Элен Гуггенхейм. Отдалённая родственница матери будущего художника была известная меценатка, Пегги Гуггенхейм. Ещё будучи учеником гимназии, Зелигман подрабатывает в типографии колористом, занимается живописью по стеклу, он берёт частные уроки рисования у базельских художников. В 1919 году Зелигман поступает в Цюрихе в Школу изящных искусств. Здесь он знакомится с Пьером Куртионом, позднее известным как поэт и историк культуры; узы дружбы этих молодых людей с тех пор связывали всю жизнь. Другим однокашником Зелигмана в этой школе был Альберто Джакометти. В 1920 году он оставляет искусство, так как был вынужден принимать участие в отцовской торговле мебелью (до 1927 года). В 1928 году художник уезжает во Флоренцию и поступает там в Академию художеств. В конце того же года, после тяжёлого отравления, был вынужден вернуться в Базель.
В феврале 1929 года Зелигман приезжает в Париж. Здесь он посещает различные художественные школы с тем, чтобы узнать побольше о современных направлениях в искусстве. В ноябре 1929 он посещает выставку работ Ганса Арпа, в декабре того же года — Макса Эрнста. Обе эти выставки открыли для молодого художника сюрреалистическое искусство. В январе 1938 году он поступает в Академию модерна, в класс Фернана Леже, однако вскоре её покидает. В 1930 году Зелигман пытается выработать свой особый стиль, на основе кубизма. В октябре он организует первую свою персональную выставку в Салоне независимых. По предложению Г. Арпа Зелигман в 1931 году становится членом авангардистской группы «Абстракция-Творчество» (Abstraction-Création). В его работах чувствуется влияние Жоана Миро и Жана Арпа, и проявляется конфликт между требованиями Abstraction-Création и фигуративным сюрреализмом. чтобы его разрешить К. Зелигман, совместно с японским мастером Таро Окамото, пытается прокламировать такое художественное течение, как неоконкретизм. В феврале 1932 года работы Зелигмана выставляются в парижской галерее Жанны Буше, в мае того же года — в новом базельском Художественном музее. Им следуют многочисленные выставки его работ во Франции и Англии, в 1935 — в Италии и Париже. В ноябре 1934 года Зелигман был принят Андре Бретоном в ряды сюрреалистического движения.
В ноябре 1935 года Курт Зелигман женится на Арлетте Параф, племяннице крупного торговца произведениями искусства, Жоржа Вилденштейна; свидетелями на их свадьбе были Макс Эрнст и Ганс Арп. Затем молодожёны отправились в 6-месячное свадебное путешествие — через США на Таити, а затем через Австралию и Шанхай в Токио, где отец Таро Окамото организовал выставку созданных во время этого путешествия работ К. Зелигмана в респектабельной галерее Мице-коси, вызвавшую огромный интерес среди японской художественной общественности. В мае 1936 Зелигманы вернулись во Францию.
На состоявшейся в январе 1938 года Международной сюрреалистической выставке, открывшейся в парижской Галерее изящных искусств, были представлены 13 работ К. Зелигмана, он был 3-м по значению среди представленных художников, после Миро и М. Эрнста. В июне 1938 года Зелигманы совершили путешествие по Канаде и Аляске. Здесь К. Зелигман провёл ряд исследований тотемного культа среди индейцев Тихоокеанского побережья. За эти работы художник был удостоен почётного диплома парижского Общества американистики. На следующий день после начала Второй мировой войны, 2 сентября 1939 года, семья Зелигманов морским путём покинула Францию и 9 сентября прибыла в Нью-Йорк.
27 сентября 1939 года состоялась в галерее Нирендорфа первая в США выставка работ Зелигмана. В январе 1940 года в Галерее искусств в Мехико открывается 4-я международная сюрреалистическая выставка с участием К. Зелигмана; в марте того же года в Нью-йоркской Новой школе социальных исследований проходит его персональная выставка. Позднее преподавал графическое искусство в Нью-Йорке. В мае 1940 года Зелигманы, обладавшие крупным состоянием, получают американское гражданство. В том же году в литературном журнале New Directions in Pose & Poetry публикуется сочинение К. Зелигмана «Terrestial Sun», посвящённое герметизму и оккультизму. В июне 1941 года в Нью-Йорк приезжают вместе со своими семьями А. Бретон и Андре Массон. В США отношения между Бретоном и Зелигманом испортились (особенно с 1943 года), и после возвращения Бретона в 1945 году между ними произошёл окончательный разрыв. В 1942 Зелигманы покупают в Шугар Лоуф, в 80 километрах северо-западнее Нью-Йорка, старую ферму. В 1940-е годы художник был на вершине своего творческого пути. Он также занимается оккультными науками — в 1948 выходит его книга об истории оккультной иконографии, The Mirror of Magic.
В феврале 1949 года Зелигманы возвращаются в Париж, где 25 марта открывается выставка его работ (22 картины, 4 рисунка по стеклу и др.). В Париже Зелигман вновь встречается с Пьером Куртионом, знакомится с Жан-Полем Сартром. Однако в целом отношения между успешным художником-эмигрантом, пересидевшим Войну в США, и его хлебнувшими горя и преследований европейскими коллегами не сложились, и Зелигман к маю 1949 возвращается в Нью-Йорк, причисляя с тех пор себя к представителям Нью-Йоркской школы живописи.
В 1950-е годы, вследствие разрыва со своими европейскими товарищами, Зелигман прошёл через серьёзный кризис. В это время он также вступил в фазу столкновений с американским абстрактным экспрессионизмом, в первую очередь с искусством Дженксона Поллока. С 1951 он вновь преподаёт в Новой школе социальных исследований, с 1953 — на отделении дизайна в Бруклинском колледже. В 1956—1957 художник совершает свою последнюю поездку в Париж; в связи с ухудшившимся состоянием здоровья (31 марта 1958 года — инфаркт), с конца 1959 он живёт на свой ферме в Шугар Лоуф. В 1958—1962 его работы неоднократно выставлялись в различных музеях и картинных галереях США (в Нью-Йорке, Миннеаполисе и др.). В 1961 году одну из картин художника приобрёл Музей американского искусства Уитни («Fantoche», холст, масло, 1961).
Скончался К. Зелигман вследствие самострела из ружья, когда он выходил в сад для того, чтобы пострелять грызунов. Поскользнувшись на лестнице, он упал так неудачно, что ружье выстрелило ему в голову над правым глазом. Впрочем, некоторые современники рассматривали этот несчастный случай как тщательно замаскированное самоубийство.

## Избранные работы
Графика
- Protubérances cardiaques, 1933/34. Серия из 15 гравюр
- Les vagabondes héraldiques, 1933/34. Серия из 15 гравюр
- Danse macabre, 1937. Гравюра
- Maldoror, 1938. Рисунок пером

Живопись
- Phantom of the Past, 1942.
- Isis, 1944.
- Initiation, 1946.
- Game of Chance No. 2, 1949.
- Turquerie, 1958.
- Leda, 1958.
- The Pod, 1959.
- Effervescent/Corn Spirit, 1959.
- The Escorte, 1959.
- Fantoche, 1961

Сочинения
- Le mât-totem de Gédem Skandísh. В: Journal de la Société des Américanistes. Vol. 31, 1939.
- The Mirror of Magic: A History of Magic in the Western World. Pantheon Books, New York 1948.
  - История магии и оккультизма. — М.: Крон-Пресс, 2001. — 576 с. — (Таинственный мир). — ISBN 5-232-01222-3.